# Campeonato Clasificatorio Femenino de la UEFA para los Juegos Olímpicos de la Juventud de 2013
El Campeonato Clasificatorio Femenino de la UEFA para los Juegos Olímpicos de la Juventud de 2013 participaron las selecciones de Azerbaiyán, Israel, Eslovaquia y Rumanía compitieron del 14 al 16 de octubre de 2013 por una plaza en el torneo femenino de fútbol de los Juegos Olímpicos de la Juventud de 2014 en Nanjing. Las selecciones sub-15 disputaron los choques de clasificación en Nyon. El Estadio Colovray, junto a la sede suiza de la UEFA, acogió ambas semifinales el lunes 14 de octubre y el play-off por el tercer puesto y la final dos días después antes de la misma fase para el evento masculino. El campeón del torneo fue Eslovaquia, que logró su clasificación.
Las cuatro selecciones clasificadas son los que tienen mejor ranking en la clasificación de juego limpio Respect de todas las ediciones de los Campeonatos de Europa Femeninos Sub-19 y Sub-17 de la UEFA desde 2010/11, excluyendo la fase final sub-19 de 2012/13. Todas las federaciones que han participado en las fases finales de la Copa Mundial Femenina de la FIFA, el Campeonato de Europa Femenino de la EUFA y el torneo femenino de fútbol de los Juegos Olímpicos no pueden participar, como tampoco puede hacerlo Turquía, que fue medalla de bronce en los Juegos Olímpicos de la Juventud de 2010. Las jugadoras que participaron han nacido en 1999.

## Partidos
|  | Semifinales                 | Semifinales                 |   |                             | Final                       | Final |  |
|  |                             |                             |   |                             |                             |       |  |
|  |                             |                             |   |                             |                             |       |  |
|  | Nyon, 14 de octubre de 2013 |                             |   |                             |                             |       |  |
|  | Azerbaiyán                  | 2                           |   |                             |                             |       |  |
|  | Israel                      | 0                           |   |                             |                             |       |  |
|  |                             |                             |   |                             |                             |       |  |
|  |                             |                             |   |                             | Nyon, 16 de octubre de 2013 |       |  |
|  |                             |                             |   |                             | Azerbaiyán                  | 0     |  |
|  |                             | Eslovaquia                  | 1 |                             |                             |       |  |
|  |                             |                             |   |                             |                             |       |  |
|  |                             |                             |   |                             |                             |       |  |
|  |                             |                             |   |                             | Tercer lugar                |       |  |
|  | Nyon, 14 de octubre de 2013 | Nyon, 14 de octubre de 2013 |   | Nyon, 16 de octubre de 2013 | Nyon, 16 de octubre de 2013 |       |  |
|  | Eslovaquia                  | 7                           |   | Israel                      | 0                           |       |  |
|  | Rumania                     | 2                           |   |                             | Rumania                     | 4     |  |

## Campeón y Clasificado alTorneo olímpico juvenil de fútbol femenino Nankín 2014
| Eslovaquia |
| ---------- |